# Melbourne International Film Festival
Il Melbourne International Film Festival è un festival cinematografico che si svolge a Melbourne in Australia dal 1952.

## Storia

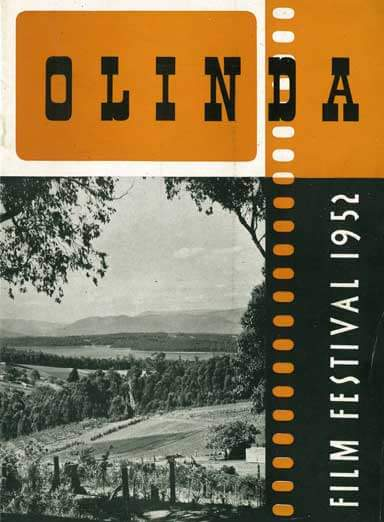
Manifesto della prima edizione del festival, prima del cambio di denominazione.

La prima edizione si svolse  a Olinda, vicino a Melbourne, ed è nota come Olinda Film Festival; l'anno successivo l'evento si svolse a Melbourne e venne ribattezzato Melbourne Film Festival e fu organizzato dall'associazione delle case di produzione dello stato di Victoria col supporto dell'ente statale per il cinema e la collaborazione dei volontari dell'università di Melbourne. Nel 1958 ebbe il riconoscimento della FIAPF. Dal 2016, ogni anno viene preceduto dal Melbourne Documentary Film Festival. Il festival è accreditato per la Academy, gli AACTA Award e i Bafta.